# Jan-Mari Carlotti
Jan-Mària Carlòtti és un cantant i musicòleg provençal, fundador del grup Mont-Jòia i col·laborador puntual d'Al Tall, que també ha editat discs en solitari o amb altres projectes compartits:
occitanòfon per part de pare i francòfon per part de mare, Carlòtti ha cantat cançons en ambdós llengües, a més de cançons alsacianes o en sànscrit.

## Biografia
De jove, Carlòtti s'aficionà a cantar gràcies a Atahualpa Yupanqui, Bob Dylan i Georges Brassens i a tocar la guitarra per Robert Johnson; també reconeix la música francocanadenca com a influència «perquè trobava que era la música francesa passada pel vent americà».
Als dèsset anys, Carlòtti començà a musicar poemes d'Emily Dickinson, Victor Hugo o Walt Whitman fins que descobrí la poesia trobadoresca gràcies a una assignatura d'història medieval; després d'estudiar hitòria, etnologia i sànscrit a Ais de Provença,
el 1972 musicà quatre cants de Les illes d'or de Frederic Mistral —una fita que ell considera el seu «primer acte occitaniste»— i d'ençà compongué per a peces de Víctor Gelu, Pèire Vidal, Jòrgi Reboul, Arbaud, Pecout, Belaud i Robèrt Lafont:
| « | Tot el que jo he fet està millor o pitjor, però sempre al servici de l'occità. He consagrat molt de temps al floklore i he fet a muntó de cançons novelles, però convertir els poetes en cançó —cosa que es fa poc— em sembla essencial per a la meua xicoteta funció de trobador. És el plaer d'un descobriment que desitge compartir. | » |

Arrel d'aqueix compromís, entre 1973 i 1983 integrà el grup Mont-Joia, amb el qual contribuí a la recuperació i revisitació de la música tradicional provençal, fusionat a partir del 1981 amb un altre conjunt, Bachas; alhora, entre 1976 i 1985 dirigí el festival Rescòntres de la Mar i es consagrà a l'enquesta i l'enregistrament de la cultura oral occitanòfona.
El 1984 començà a actuar com a soliste amb l'espectacle Ielies d'Emperi i publicà el llibre Anthologie de la nouvelle chanson Occitane (amb F. Bard) i el seu primer disc en solitari, Linhana/Lignane, batejat amb el nom d'un lloc prop d'Ais;
l'any següent estrenà sengles espectacles amb P. Vaillant, R. Tesi i D. Craighead (amb els quals enregistrà el disc Anita/Anita) o D. Segrè i Ch. Zagaria (Chants du Delta du Rhône).
El 1991 començà a fer concerts amb Michel Marre sobre el repertori trobadoresc, una col·laboració enregistrada en el disc Trobar 1: cançons dei trobadors.
El 1995 reprengué els concerts de Mont-Jòia amb Patrick Verdiè (instruments de vent i veu) i, del 2004 ençà, també amb Gabriele Ferrero (mandolina, veu i violí) i Silvio Perón (acordió diatònic i veu) en el grup.
El 2004 estrenà Nati, un espectacle de música i dansa en col·laboració amb la ballarina Armelle Choquard en el qual combinaven els texts dels trobadors musicats per Carlotti i la dansa bharata natyam executada per Choquard.
El 1977 havia conegut Lafont durant la preproducció del documental Les troubadours (1979); d'ençà, Lafont mantingué el contacte amb ell i els altres membres de Mont-Jòia, per als quals escrigué presentacions, i el 1987 —després d'un viatge a Santiago de Compostel·la on es retrobaren per casualitat— li regalà una còpia de la seua antologia poètica, Dire, poëmas 1945-1953, els quals acabà de musicar entre 1998 i 1999 i estrenà el maig del 2000 en una jornada sobre Lafont a Nimes: eixe concert es publicà l'any 2005 amb el títol Dire, que inclou el text dels poemes originals i llurs traduccions a l'anglés i el francés, esta última a càrrec del mateix Carlotti.

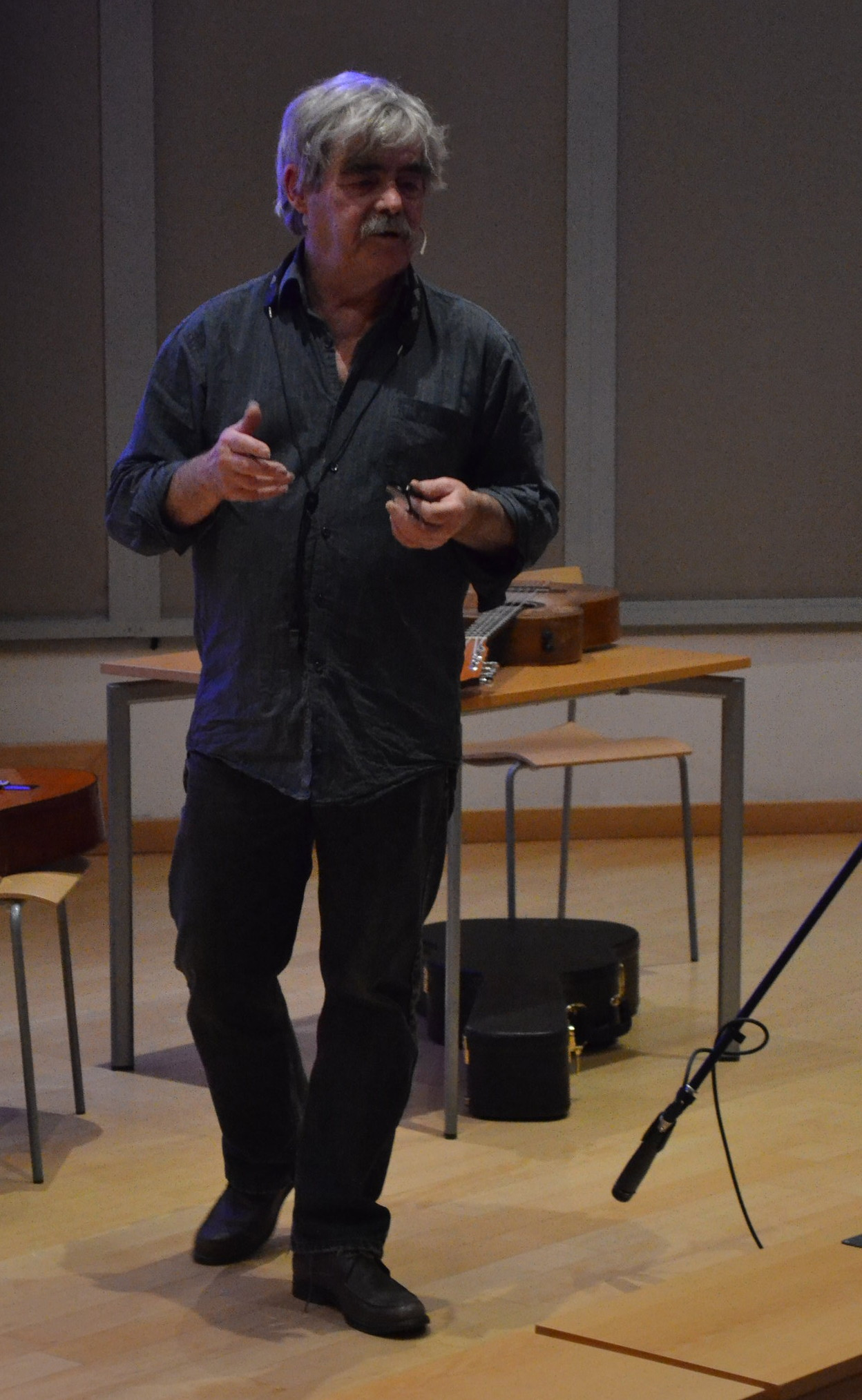
Carlotti en una conferència (2016)
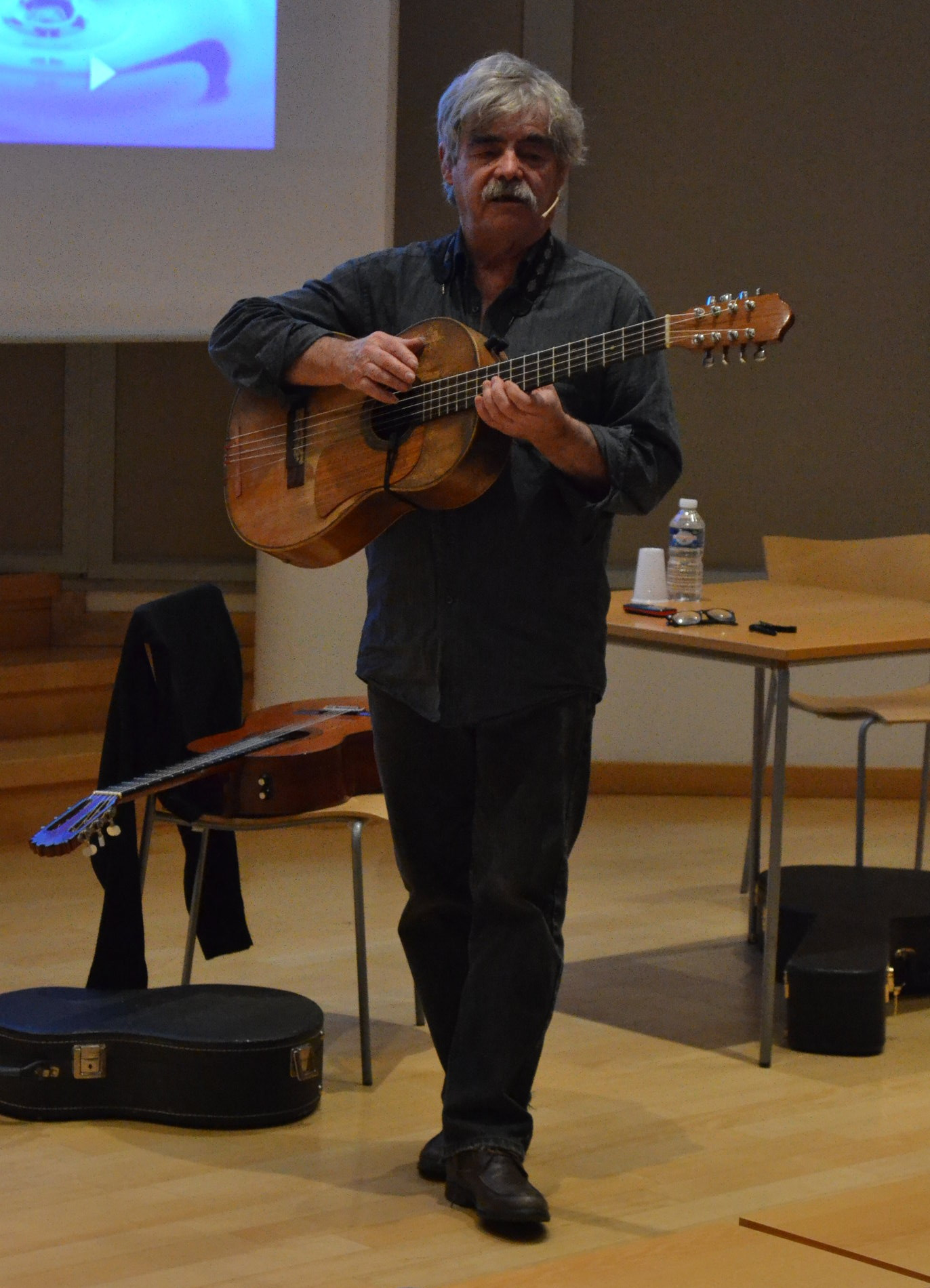
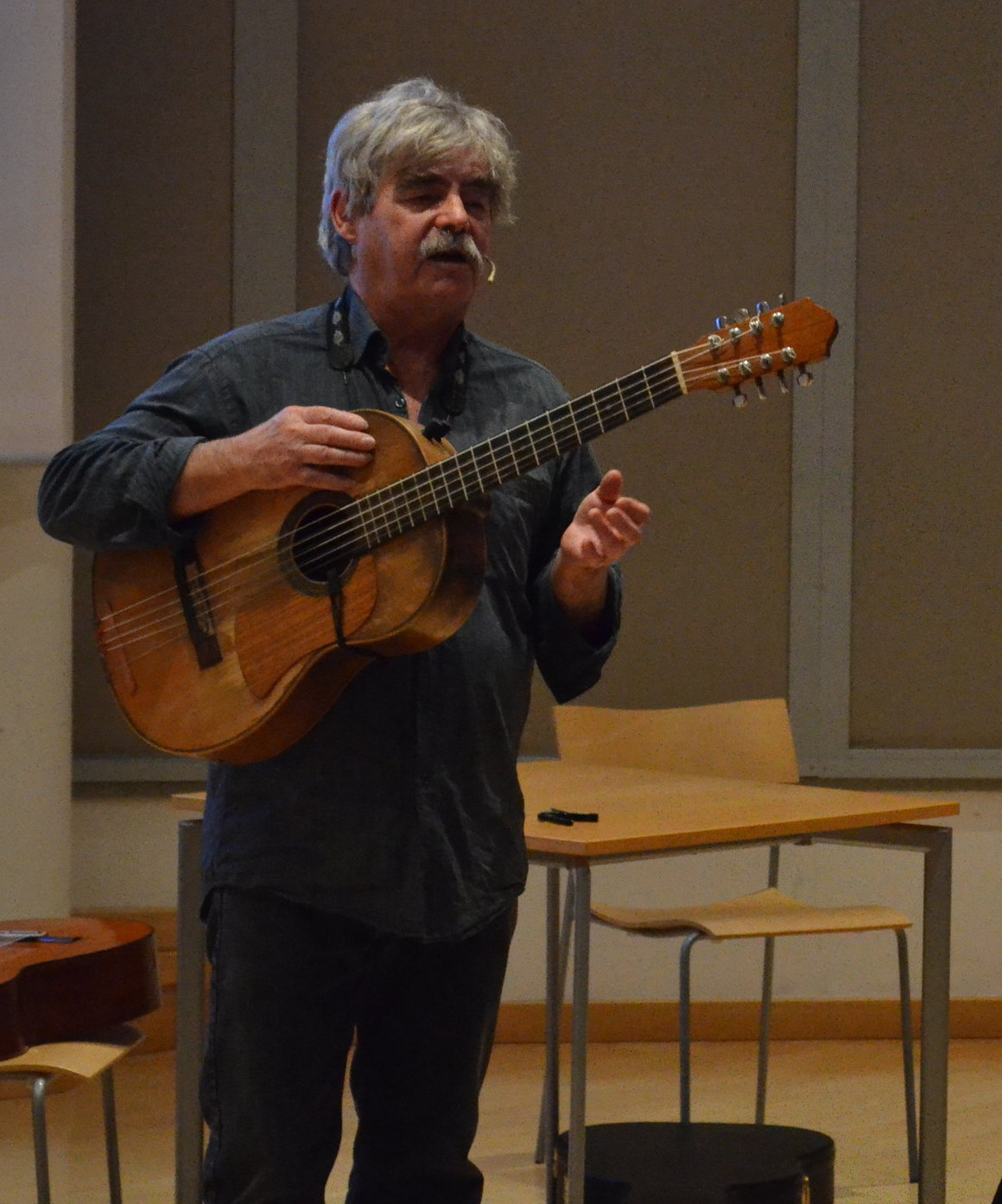
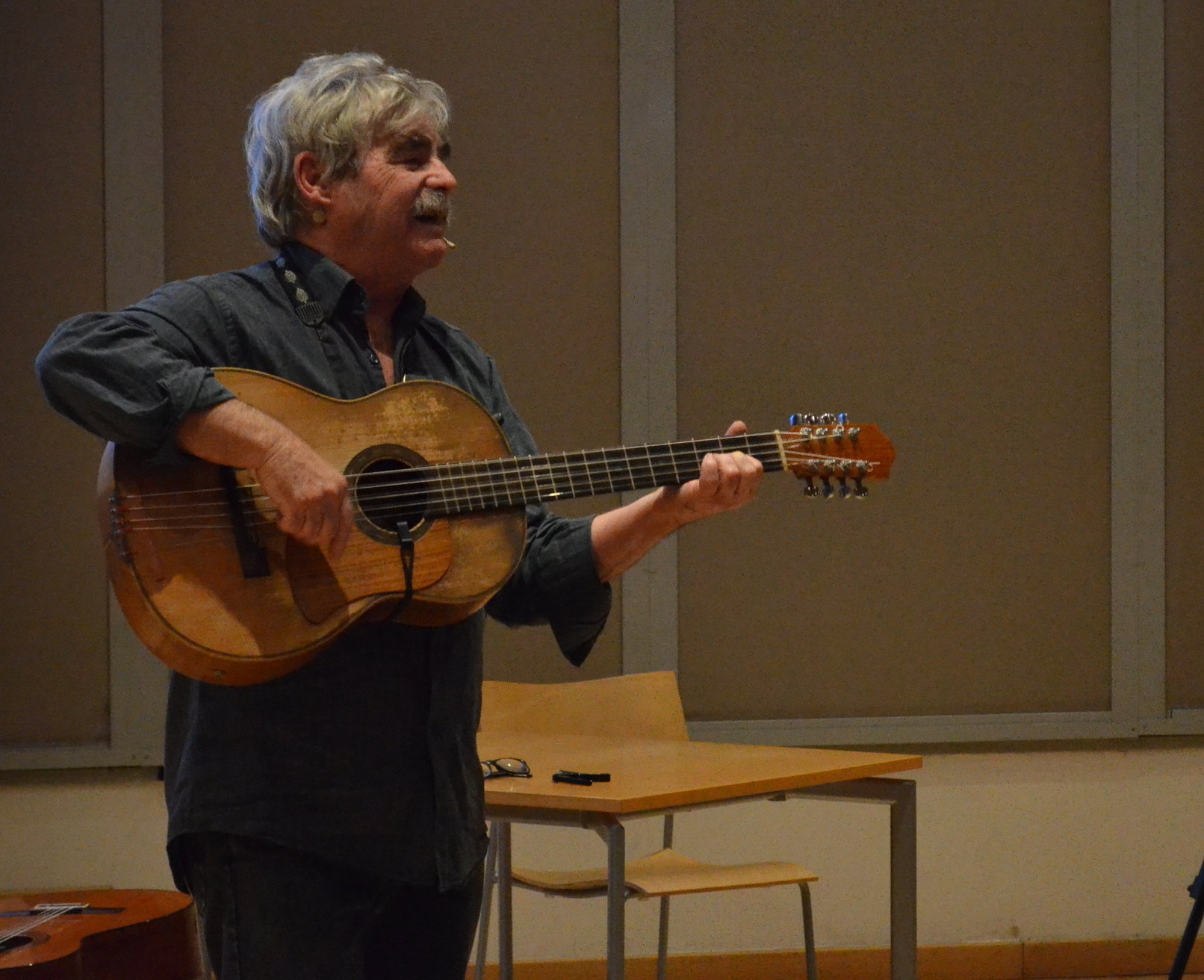

## Discografia
| • Cançons dei festas provençalas (Mont-Jòia, 1978) |
| --- |
| (Le Chant du Monde) Cara A 1. Tura lura lura (3:25) 2. Pastres rintratz vòstrei tropeus (4:08) 3. Paure Satan er dei tripetas (3:32) 4. Lei bofets (4:58) Cara B 1. Targe de Ceta (1:25) 2. Targa dau martegue (2:02) 3. Seguida de matelòtas (3:15) 4. La finforleta e Rigaudon de Fòs (5:03) 5. Escotish de Jòrdi e Francesca e erba de Sant-Jan (3:32) 6. Mazurca de Sant-Andiòu (3:52) |

| • Linhana/Lignane (LP, 1984) |
| --- |
| (Harmonia Mundi) Cara A 1. Vira vira la roda 2. A Sant Jean 3. Carriera plana 4. De vila vielha a la nova ciutat 5. Anaïs 6. Cancon de l'oume Cara B 1. Galant de ta mestressa / Tema de la sirena 2. Linhana 3. Olivier fòra la sason 4. Poemas sus tres danças e mila camins 5. Cancon de Marius Jehan |

| • Anita Anita (LP, 1988) |
| --- |
| (Harmonia Mundi) Cara A 1. Anita e Pepin' 2. E viva Galibardi! 3. Anar passar 4. Sirventes de Pepin de Nissa Cara B 1. Bruna de laguna 2. A l'arena d'aquesta mar 3. Amarcord 4. La ballata di felis galean E di nore ciais 5. Tot es van 6. Al en ment un passeron |

| • Xavier «el Coixo» (Al Tall, 1988)           |
| --------------------------------------------- |
| (Difusió Mediterrània) 9. A Sant Joan (02:44) |

| • Chansons de métiers de Provence et du Comtat Venaissin (1989) |
| --- |
| (Silex) 1. Le roi des marchands 2. Les pêcheurs de l'Isle-sur-la-Sorgue 3. Air des fifres de Saint-Marc 4. Le Patiaire (Le chiffonnier) 5. Aquesta nuech 6. La lana 7. La montagnette 8. La belle hôtesse 9. Chanson des olivaires 10. Chanson des garanciers 11. La frema de bon 12. Les fileuses de Carpentras 13. L'estamaire (L'étameur) |

| • Pachiqueli ven de nuech (1993) |
| --- |
| (Silex) 1. Lo rondeu noveu 2. Jan Petit 3. Catarina ma vesina 4. Per non languir 5. Pimpé 6. Quant te costeron 7. Pim pom Rigaudon 8. Vaqui lo polit mes de mai 9. Mau mau 10. L'Antoni 11. Carnavas 12. Lo maridatge dau parpalhon 13. Ronda de la decada 14. Aqui l'i a una planeta 15. Pachiqueli ven de nuech |

| • Trobar 1 (1995) |
| --- |
| (Silex) 1. Lanquand li jorn 2. Tant ai mon cor 3. Lo temps vai e ven e vire 4. Amb l'alen tir vas me l'aire 5. De chantar 6. Ar argués eu 7. Ar mi puesc 8. Ab Gréu Cossire / Vent d'autan |

| • Peire e lou loup (LP, 1997)       |
| ----------------------------------- |
| (Le Chant Du Monde) 1. part 2. part |

| • Linhana/Lignane (CD, 1997) |
| --- |
| (Harmonia Mundi) 1. Vira vira la roda 2. A Sant Jean 3. Carriera plana 4. De vila vielha a la nova ciutat 5. Anaïs 6. Cancon de l'oume 7. Galant de ta mestressa 8. Linhana 9. Olivier fòra la sason 10. Poemas sus tres danças e mila camins 11. Cancon de Marius Jehan 12. Gelosia (inèdita) 13. A leu Marion (inèdita) |

| • Dire Robert Lafont (CD, 2005) |
| --- |
| (Associacien Mont-Jòia) 1. L'èga d'amor es mòrta a l'auba long lo camin dei desiranças 2. Un còp que morissià la vila 3. Primier salut 4. Provença absencia a de matin 5. La jovènta dei peus ros 6. La jovènta dei peus doç 7. Segond e darrier salut 8. Amor nolènt 9. Dei cigalas entredormidas / Estèla de mar verda teis uelhs 10. Ròse Ròse roiga-terra 11. Lo caraco 12. Vincèns Van Gogh vengut en Arle 13. Lo ris es bas e vèn dins l'aiga 14. Ai! Lei camins de Cabilia 15. Lo sol poder es que de dire 16. L'annada es dins ma man / Aqui es ombra, aqui es lutz |

| • Envit a vares (Al Tall, 2006) |
| ------------------------------- |
| (Picap) 7. A Sant Joan (02:49)  |

| • Vergonya, cavallers, vergonya (Al Tall, 2009)        |
| ------------------------------------------------------ |
| (Picap) 2. Cançó des d'Occitània- Vent d'Autan (5'05") |

| • …canta Aubanel Bec Bellaud (CD, 2011) |
| --- |
| (Associacien Mont-Jòia) 1. Enfantouli 2. Baio me la 3. La perlo 4. La bouquetiero 5. Brinde a Zani 6. l'a de jour 7. Se languir de la mar 8. Qui vou veire mon trin 9. Ben vous jury ma fé 10. S'uno fes siou sourtit 11. Nautres sian per essia 12. Bon an 13. Paire tout pouderoux |